# Margaret Murdock
Margaret Murdock, née Thompson le 25 août 1942 à Topeka, est une tireuse sportive américaine.
Elle remporte aux Jeux olympiques d'été de 1976 à Montréal la médaille d'argent en carabine trois positions à 50 mètres.